# ギャラクティック
ギャラクティック（Galactic）は、1990年代初頭から活動するアメリカ合衆国のバンド。ルイジアナ州ニューオーリンズを拠点として活動を行っている。ジャズ、ファンク、ロック、ヒップ・ホップなどのジャンルを融合し、ジャムセッションをライブで行うスタイルを特徴としている。年間に数多くのライブをこなし、ライブを中心に活動を行っている。

## 演奏のスタイル
彼らの演奏はファンク・ジャズ・ロックと称されていることが多い。"ジャム"とも称されるが、何もない状態から演奏を始めている本来の"ジャム"といった意味合いではなく、曲の流れがある程度つくられている中でのアドリブを中心とした演奏といった意味で用いられている。（よって本文中ではジャムといった場合はこのような演奏を指す。）したがって彼らの楽曲には、サビのように繰り返されるメインフレーズが存在することが多い。
活動開始初期はそれぞれの楽器でジャムを行う、またはセリル・デクロウのボーカル曲を演奏するスタイルが中心であった。しかし徐々にバンドは多彩な方向性を見せ始めていき、近年では元来のスタイルはもちろん、電子音楽的な要素を大きく取り入れている。これはベン・イールマンの嗜好によるところが大きい。

## メンバー
ロバート・マーキュリオ（Robert Mercurio）（ベース）
ワシントンD.C.出身。ギターのジェフとは同じ町で育ち、ギャラクティックを組む前にも共にバンドを行っていた。ロバートの演奏スタイルは、音が"飛んだり跳ねたりする"いわゆるファンクのベース"とは違い、全体を通しても比較的落ち着いている。これもギャラクティックの音楽の特徴となっている。またそのせいか他のメンバーに比べて、音源などではソロを聞くことができる頻度が少ない。
ジェフ・レインズ （Jeff Raines）（ギター）
ワシントンD.C.出身。ギブソンのフルアコを主に使用している。ワウを使用したり、スライドギターをよく演奏している。また楽器の特性もあってか、ソロを演奏する回数は比較的多い。
リチャード・ヴォーゲル（Richard Vogel）（オルガン）
ネブラスカ州オハマ出身。
スタントン・ムーア（Stanton Moore）（ドラムス）
ニューオーリンズ出身。演奏の最中に自らドラムに『リバーブ』『フランジャー』といったエフェクトをかけたり、演奏中に自らのドラムの音をサンプリングし、その音を流しながらさらにドラムを重ねたりというように、非常にスタントンの演奏スタイルは特徴的である。近年のニューオーリンズを代表するドラマーという呼び声も高い。またソロ活動や自らも参加するバンド、ガレージ・ア・トロワ（Garage A Trois）などにも力を入れている。
ベン・エルマン（Ben Ellman）（サックス・ハーモニカ・サンプラー）
ロサンゼルス出身。主にサックスやハーモニカを演奏するが、最近ではサンプラーなども使用するようになった。自らの楽器にもエフェクトを掛けるようになっている。またDAWでの作曲にも力を入れており、彼がコンピューター上で作曲したものいくつか存在する。彼のそういった音楽性が、今のバンドのスタイルに対してかなり影響している。

### 旧メンバー
セリル・"ハウスマン"・デクロウ（Theryl "House Man" DeClouet）（ボーカル）
ニューオーリンズ出身。ハウスマンとは彼の愛称である。2004年にギャラクティックを脱退。年齢がメンバーとはかなり離れており、他のメンバーにとって父親的存在として親しまれていた。ギャラクティックは比較的前衛的なスタイルであるのに対し、セリルが歌う楽曲はオーソドックスな曲となることが多かった。2018年7月15日に66歳でこの世を去った。

## 日本での活動
朝霧JAMやフジ・ロック・フェスティバルへの参加や、何度か日本でも単独公演を行っている。また彼らは日本でのスタジオセッション中に、"Shibuya"というタイトルの曲を作ったことがある。フジ・ロック・フェスティバル'02のステージでは、P-FUNKのジョージ・クリントンと共に"We Want the Funk"を演奏した。

## ディスコグラフィー
- 『クーリン・オフ』 - Coolin' Off （1996年、Fog City）
- 『クレイジーホース・マングース』 - Crazyhorse Mongoose （1998年、Capricorn）
- 『レイト・フォー・ザ・フューチャー』 - Late for the Future （2000年、Polygram）
- 『ウィ・ラヴ・エム・トゥナイト』 - We Love 'Em Tonight （2001年、Volcano）
- 『ヴィンテージ・リザーブ』 - Vintage Reserve （2003年、Volcano）
- 『ラッカス ～狂騒』 - Ruckus （2003年、サンクチュアリ）
- 『フロム・ザ・コーナー・トゥ・ザ・ブロック』 - From The Corner To The Block （2007年、アンタイ）
- 『ヤ・カ・メイ』 - Ya-Ka-May （2010年、アンタイ）
- 『ジ・アザー・サイド・オブ・ミッドナイト:ライヴ・イン・ニュー・オーリンズ』 - The Other Side of Midnight: Live in New Orleans （2011年、アンタイ）
- 『カーニヴァル・エレクトリコス』 - Carnivale Electricos （2012年、アンタイ）
- 『イントゥ・ザ・ディープ』 - Into the Deep （2015年、Provogue）
- 『オールレディ・レディ・ オールレディ』 - Already Ready Already (2019年、Tchoup-zilla)[2]

## 参考
1. ↑  “Galactic - It is with deep sadness and a heavy heart that...” (2018年7月15日). 2019年4月8日閲覧。
2. ↑  “Galactic Releases 10th Studio LP 'Already Ready Already' [Listen]” (英語). L4LM (2019年2月8日). 2019年4月8日閲覧。